# Freilassing
Freilassing è una città tedesca situata nel land della Baviera, fa parte del circondario del Berchtesgadener Land.

## Geografia fisica
Si trova alla confluenza del fiume Saalach nel fiume Salzach che dividono il centro abitato da Salisburgo in Austria. L'altezza massima del comune è sugli 800 metri nei pressi dell'Högl (827 m).

## Infrastrutture e trasporti
Si trova sulla linea ferroviaria Monaco–Salisburgo e dalla stazione si diramano la linea per Berchtesgaden e la linea per Mühldorf am Inn.